# Miura Gorō
Miura Gorō (三浦梧楼?   1 de enero de 1847-28 de enero de 1926) fue un político y militar japonés, considerado el autor intelectual del asesinato de la Reina Min de Corea.
Miura nació en el dominio Chōshū (la actual Prefectura de Yamaguchi), como hijo de un samurái del clan Hagi. Tras estudiar en la academia Meirinkan, entró en la milicia irregular Kiheitai del dominio Chōshū, y tuvo un rol activo en la Guerra Boshin para destronar al shogun Tokugawa. Tiempo después ocupó varios puestos en el Ejército Imperial Japonés y fue comandante del distrito de Hiroshima; además, durante la rebelión Satsuma sirvió como comandante de la Tercera Brigada del ejército.
En 1884 acompañó a Ōyama Iwao en un viaje por Europa para estudiar los sistemas militares de varios países occidentales. En 1888 fue transferido del servicio activo a las reservas, tras un conflicto con un grupo de políticos. En noviembre del mismo año se retiró del ejército y fue nombrado presidente de la institución educativa Gakushuin. En 1890 Miura fue nombrado miembro del Parlamento japonés y se le dio el título de shishaku (vizconde).
En 1895 fue nombrado embajador residente extraordinario y plenipotenciario en Corea, en reemplazo de Inoue Kaoru. Se cree que a medida que la situación política en Corea se volvía cada vez más agitada, Miura ordenó el asesinato de la Reina Min por su posición prorrusa y antijaponesa, y además que facilitó a los asesinos de la reina su regreso a Japón a través de Incheon. Debido a la condena internacional por el asesinato, Miura fue llamado de vuelta a Japón para enfrentar un juicio junto con el personal militar involucrado en el asesinato en la Corte Distrital de Hiroshima, donde fueron encontrados inocentes por falta de evidencia.
Tiempo después, tras el Tratado de Anexión de Japón-Corea de 1910, Miura se convirtió en consejero privado y centró su trabajo en la mediación de las conversaciones entre los líderes de los partidos políticos para proteger la Constitución Meiji.